# Castroponce
Castroponce – gmina w Hiszpanii, w prowincji Valladolid, w Kastylii i León, o powierzchni 24,87 km². W 2011 roku gmina liczyła 166 mieszkańców.